# Enrique Delfino
Enrique Delfino (Buenos Aires, 15 de novembro de 1895 — Buenos Aires, 10 de janeiro de 1967) foi um compositor e pianista argentino.

## Biografia
É considerado como um dos precursores do tango-canção.Teve uma formação clássica e seus pais chegaram a custear um curso de música em Turim.  Sua primeira composição data de 1912 : El apache oriental .   Morou uma parte de sua juventude em Montevidéu ,  fugindo de seus pais que reprovavam a sua vida de boêmia e os seus contactos com gente do tango, uma música então tida como prostibulária por muitos.  Em Montevidéu , trabalharia como humorista e palhaço em uma companhia circense . Além de El apache oriental lançaria em Montevidéu em 1917 Re-fa-si e Sans souci, tangos que iniciaria a sua  fase  de  sucessos.  Recebeu na capital uruguaia o cognome de Delfy que adotaria para o resto da vida .  Foi um notável pianista , que juntamente com o bandoneonista Osvaldo Fresedo, o violinista  Tito Rocatagliatta e o também  pianista Juan Carlos Cobián viajou para os Estados Unidos em 1920, onde gravariam em Camdem placas que são um registo insofismável de vanguarda no âmbito da música portenha. Suas músicas receberam letras de poetas da vida argentina como Enrique Cadícamo, José González Castillo, Manuel Romero e muitos outros grandes letristas do tango.
Viajaria muito mais no decorrer da carreira. Regeu a sua orquestra na Rádio Belgrano.

## Composições
- Francesita
- Haragán
- Milonguita
- La Copa del Olvido
- Padrino Pelao
- Padre Nuestro
- Talán , talán
- Al Pie de la Santa Cruz
- Griseta